# Irina Markovic
Irina Markovic (Amsterdam, 23 september 1976) is een Nederlands boogschutter.
Markovic begon met boogschieten toen ze vijftien jaar was, ze schiet met een compoundboog. In 1999 werd ze lid van het nationaal team. Ze deed mee aan diverse nationale en internationale wedstrijden. Ze schoot in mei 2005 een nieuw Nederlands record op de 70 meter met 348 punten. Ze werd in 2006 in haar woonplaats Almere verkozen tot sportvrouw van het jaar, bij de mannen ging de prijs naar collega-boogschutter Peter Elzinga. Op het EK outdoor in 2008 won ze met het team de zilveren medaille. Ze staat (mei 2009) 34e op de FITA-wereldranglijst.

## Resultaten
2005
19e Europees Grand Prix, Antalya
2006
4e EK outdoor, Athene
 Europees Grand Prix, Sassari
2007
4e WK outdoor, Leipzig
 NK outdoor 70m
2008
 EK outdoor (team), Vittel
2009
 World Cup, stage 2 (team)